# Lacerta (wydawnictwo)
Lacerta – wydawnictwo założone we Wrocławiu w czerwcu 2006 przez grupę fanów gier planszowych. Głównym celem wydawnictwa jest poszerzenie rynku o polskie wersje językowe najlepszych gier planszowych zajmujących czołowe miejsca w światowych rankingach. Gry wydawnictwa Lacerta są notowane między innymi w zestawieniach portalu BoardGameGeek.

## Dorobek
Wydawnictwo opublikowało następujące gry:
- 16 października 2006 – Wysokie napięcie (oryginalna niemiecka nazwa Funkenschlag)
- 16 października 2006 – Wysokie napięcie – rozszerzenie: Europa Centralna/Beneluks
- 29 października 2007 – Wysokie napięcie – rozszerzenie: dodatkowa talia kart
- 19 lutego 2007 – Eufrat i Tygrys (oryginalna niemiecka nazwa Euphrat und Tigris)
- 7 maja 2007 – Książęta Florencji (oryginalna niemiecka nazwa Die Fürsten von Florenz)
- 19 listopada 2007 – Puerto Rico (oryginalna niemiecka nazwa Puerto Rico)
- 23 czerwca 2008 – Agricola (oryginalna niemiecka nazwa Agricola)
- 23 czerwca 2008 – Agricola – rozszerzenie: Talia Z
- 25 lipca 2008 – Samuraj (oryginalna niemiecka nazwa Samurai)
- 25 lutego 2009 – Genua (oryginalna niemiecka nazwa Genua)
- 14 listopada 2009 – Agricola: Torfowisko (rozszerzenie)
- 20 lutego 2010 – Wysokie Napięcie: Zostań Menadżerem (oryginalna niemiecka nazwa Fabrikmanager)
- 15 kwietnia 2010 – Hawana (oryginalna niemiecka nazwa Havanna)

## Polskie nagrody dla gier wydawnictwa
- Gra roku 2007: Wysokie napięcie
- Gra roku 2008: Puerto Rico
- Gra roku 2008 – wyróżnienie graczy: Puerto Rico
- Gra graczy GamesFanatic.net 2008: Puerto Rico
- Gra roku 2009: Agricola
- Gra roku 2009 – wyróżnienie graczy: Agricola
- Gra graczy GamesFanatic.net 2009: Agricola